# コモロ・アビエーション
コモロ・アビエーション（フランス語: Compagnie Aérienne de l'Union des iles Comores）は、コモロの航空会社である。

## 概要
1996年に設立され、翌年の1997年から運航を始めた。

## 路線網
- コモロ：アンジュアン、モヘリ、モロニ
- マヨット：ザウジ
- マダガスカル：アンタナナリボ、マハジャンガ
- タンザニア：ダルエスサラーム、ザンジバル

## 保有機材
- エンブラエル120：1機
- Let L-410 UVP：2機
- BAe 146-200：3機